# サウンドビバーチェ
サウンドビバーチェ（欧字名:Sound Vivace、2019年4月19日 - ）は、日本の競走馬。2023年の阪神牝馬ステークスの勝ち馬である。
馬名の意味は、冠名＋快速に（音楽用語）。

## 戦績

### 2歳・3歳（2021年・2022年）
2021年6月6日、東京競馬場第5レースの2歳新馬戦（芝1600m）で、武豊を背にデビューしたが7着に終わった。そして、9月26日の中京競馬場・2歳未勝利戦で、通算3戦目にして初勝利を収めた。続く11月の1勝クラス・白菊賞では中団から鋭く脚を脚を伸ばすもルージュラテールとの競り合いにハナ差敗れて2着となる。
3歳シーズンは1月の1勝クラス・菜の花賞から始動し、ここで2勝目を挙げた。初の重賞挑戦となった3月5日のチューリップ賞では、前目の位置から粘ってナミュールの4着に入った。
5月22日、初のGI挑戦として優駿牝馬に出走したが、発走直前の輪乗り中にゲート裏で他馬に蹴られ、鞍上の石橋脩を振り落として放馬となった。係員の制止も振り切ってしばらく走り続けたのち、3コーナー付近でようやく確保された。この影響でスタートが15分ほど遅れたほか、サウンドビバーチェ自身も顔部挫創により競走除外となった。
その後、9月10日の紫苑ステークスで復帰。スタート直後から終盤まで逃げ粘り、最後はスタニングローズに交わされたものの、クビ差の2着と健闘し、秋華賞の優先出走権を獲得した。しかし、10月16日に行われた秋華賞の馬場入りの際に鞍上の岩田望来を振り落とし、またしても放馬となった。今回は馬体検査で異常が見られなかったため、そのままレースに出走。レースは逃げたブライトオンベイスの2番手で積極的に運んだが、終盤失速し7着に終わった。

### 4歳（2023年）
年明け初戦となった2月11日のリステッド競走・洛陽ステークスでは、単勝2番人気に支持されたものの、結果は11着という惨敗に終わった。
続いて、4月8日に阪神競馬場で行われた阪神牝馬ステークスに出走。ここでは単勝13.8倍の6番人気となり、好スタートから道中2番手につける好位置を確保。直線に向くと力強い伸びで逃げ粘るウインシャーロットを交わし、最後は追いすがる10番人気サブライムアンセムに1と1/4馬身差をつけゴール。これにより、念願の重賞初優勝を果たすとともに、ヴィクトリアマイルの優先出走権を獲得した。なお、3着には9番人気コスタボニータが入るなど、人気馬総崩れの結果となり、3連単の払い戻しは101万円に達する波乱の決着となった。
5月14日のヴィクトリアマイルは8番人気ながら5着となり、その後休養。12月16日のターコイズステークスで戦線に復帰し3番人気に推されたが15着と大敗し、4歳のシーズンを終えた。

### 5歳（2024年）
5歳初戦は2月4日の東京新聞杯から始動したが、前走に続いて14着と大敗。2度目の出走となったヴィクトリアマイルは10着となり、休養を挟み8月18日に中京競馬場で行われたCBC賞で初の1,200m戦に臨んだが、レース前に鞍上の永島まなみを振り落として放馬。これでキャリア通算3度目の放馬となる珍事となった。検査の結果、異常がなかったためそのまま出走となったが、16着と大敗した。そして、10月4日付けで競走馬登録を抹消され、現役を引退した。引退後は生まれ故郷の三嶋牧場で繁殖牝馬となる。

## 競走成績
以下の内容は、JBISサーチおよびnetkeiba.comの情報に基づく。
| 競走日     | 競馬場 | 競走名         | 格   | 距離（馬場）  | 頭 数 | 枠 番 | 馬 番 | オッズ （人気） | 着順 | タイム （上り3F） | 着差 | 騎手        | 斤量 [kg] | 1着馬（2着馬）         | 馬体重 [kg] |
| ---------- | ------ | -------------- | ---- | ------------- | ----- | ----- | ----- | --------------- | ---- | ----------------- | ---- | ----------- | --------- | ---------------------- | ----------- |
| 2021.06.06 | 東京   | 2歳新馬        |      | 芝1600m（良） | 13    | 3     | 3     | 016.40（6人）   | 07着 | R1:36.1（35.2）   | -0.7 | 0武豊       | 54        | クレイドル             | 456         |
| 0000.07.24 | 新潟   | 2歳未勝利      |      | 芝1400m（良） | 15    | 5     | 8     | 017.60（7人）   | 06着 | R1:21.1（35.1）   | -0.3 | 0戸崎圭太   | 54        | ジャズブルース         | 460         |
| 0000.09.26 | 中京   | 2歳未勝利      |      | 芝1600m（重） | 12    | 8     | 11    | 011.60（6人）   | 01着 | R1:36.5（36.3）   | -0.0 | 0松山弘平   | 54        | （ルミネイト）         | 462         |
| 0000.11.28 | 阪神   | 白菊賞         | 1勝  | 芝1600m（良） | 8     | 4     | 4     | 010.70（5人）   | 02着 | R1:34.8（33.9）   | -0.0 | 0岩田望来   | 54        | ルージュラテール       | 472         |
| 2022.01.15 | 中山   | 菜の花賞       | 1勝  | 芝1600m（良） | 11    | 1     | 1     | 002.20（1人）   | 01着 | R1:35.1（35.7）   | -0.3 | 0石橋脩     | 54        | （フミバレンタイン）   | 474         |
| 0000.03.05 | 阪神   | チューリップ賞 | GII  | 芝1600m（良） | 15    | 5     | 8     | 036.90（8人）   | 04着 | R1:33.5（34.9）   | -0.3 | 0石橋脩     | 54        | ナミュール             | 474         |
| 0000.05.22 | 東京   | 優駿牝馬       | GI   | 芝2400m（良） | 17    | 3     | 5     |                 | 除外 |                   |      | 0石橋脩     | 55        | スターズオンアース     | 476         |
| 0000.09.10 | 中山   | 紫苑S          | GIII | 芝2000m（良） | 12    | 8     | 11    | 005.90（2人）   | 02着 | R1:59.9（35.1）   | -0.0 | 0横山武史   | 54        | スタニングローズ       | 488         |
| 0000.10.16 | 阪神   | 秋華賞         | GI   | 芝2000m（良） | 16    | 8     | 15    | 052.1（12人）   | 07着 | R1:59.0（35.1）   | -0.4 | 0岩田望来   | 55        | スタニングローズ       | 486         |
| 2023.02.11 | 阪神   | 洛陽S          | L    | 芝1600m（良） | 11    | 8     | 10    | 004.10（2人）   | 11着 | R1:33.9（34.9）   | -0.8 | 0団野大成   | 54        | ジャスティンスカイ     | 500         |
| 0000.04.08 | 阪神   | 阪神牝馬S      | GII  | 芝1600m（稍） | 12    | 7     | 9     | 013.80（6人）   | 01着 | R1:33.9（34.1）   | -0.2 | 0浜中俊     | 55        | （サブライムアンセム） | 498         |
| 0000.05.14 | 東京   | ヴィクトリアM  | GI   | 芝1600m（良） | 16    | 2     | 3     | 027.40（8人）   | 05着 | R1:32.7（33.8）   | -0.5 | 0松山弘平   | 56        | ソングライン           | 494         |
| 0000.12.16 | 中山   | ターコイズS    | GIII | 芝1600m（良） | 16    | 5     | 9     | 006.80（3人）   | 15着 | R1:34.1（35.5）   | -1.4 | 0浜中俊     | 56        | フィアスプライド       | 502         |
| 2024.02.04 | 東京   | 東京新聞杯     | GIII | 芝1600m（良） | 16    | 7     | 14    | 087.6（12人）   | 14着 | R1:34.0（35.8）   | -1.9 | 0浜中俊     | 56        | サクラトゥジュール     | 506         |
| 0000.05.12 | 東京   | ヴィクトリアM  | GI   | 芝1600m（良） | 15    | 5     | 8     | 082.7（12人）   | 10着 | R1:32.7（35.2）   | -0.9 | 0松山弘平   | 56        | テンハッピーローズ     | 506         |
| 0000.08.18 | 中京   | CBC賞          | GIII | 芝1200m（良） | 18    | 4     | 8     | 030.9（10人）   | 16着 | R1:08.3（34.1）   | -0.8 | 0永島まなみ | 56        | ドロップオブライト     | 498         |

## 血統表
| サウンドビバーチェの血統                      | サウンドビバーチェの血統           | サウンドビバーチェの血統 | （血統表の出典）  | （血統表の出典）  |
| 父系                                          | キングマンボ系                     | キングマンボ系           | キングマンボ系    | [ § 2 ]           |
| 父 ドゥラメンテ 2012 鹿毛 北海道安平町        | 父の父キングカメハメハ 2001 鹿毛   | Kingmambo                | Mr. Prospector    | Mr. Prospector    |
| 父 ドゥラメンテ 2012 鹿毛 北海道安平町        | 父の父キングカメハメハ 2001 鹿毛   | Kingmambo                | Miesque           |                   |
| 父 ドゥラメンテ 2012 鹿毛 北海道安平町        | 父の父キングカメハメハ 2001 鹿毛   | *マンファス              | *ラストタイクーン | *ラストタイクーン |
| 父 ドゥラメンテ 2012 鹿毛 北海道安平町        | 父の父キングカメハメハ 2001 鹿毛   | *マンファス              | Pilot Bird        |                   |
| 父 ドゥラメンテ 2012 鹿毛 北海道安平町        | 父の母アドマイヤグルーヴ 2000 鹿毛 | *サンデーサイレンス      | Halo              | Halo              |
| 父 ドゥラメンテ 2012 鹿毛 北海道安平町        | 父の母アドマイヤグルーヴ 2000 鹿毛 | *サンデーサイレンス      | Wishing Well      |                   |
| 父 ドゥラメンテ 2012 鹿毛 北海道安平町        | 父の母アドマイヤグルーヴ 2000 鹿毛 | エアグルーヴ             | *トニービン       | *トニービン       |
| 父 ドゥラメンテ 2012 鹿毛 北海道安平町        | 父の母アドマイヤグルーヴ 2000 鹿毛 | エアグルーヴ             | ダイナカール      |                   |
| 母 *スクービドゥー Scoubidou 2004 鹿毛 ドイツ | 母の父Johan Cruyff 1994 鹿毛       | *デインヒル              | Danzig            | Danzig            |
| 母 *スクービドゥー Scoubidou 2004 鹿毛 ドイツ | 母の父Johan Cruyff 1994 鹿毛       | *デインヒル              | Razyana           |                   |
| 母 *スクービドゥー Scoubidou 2004 鹿毛 ドイツ | 母の父Johan Cruyff 1994 鹿毛       | Teslemi                  | *オジジアン       | *オジジアン       |
| 母 *スクービドゥー Scoubidou 2004 鹿毛 ドイツ | 母の父Johan Cruyff 1994 鹿毛       | Teslemi                  | Martha Queen      |                   |
| 母 *スクービドゥー Scoubidou 2004 鹿毛 ドイツ | 母の母Simply Red 1997 栗毛         | Dashing Blade            | Elegant Air       | Elegant Air       |
| 母 *スクービドゥー Scoubidou 2004 鹿毛 ドイツ | 母の母Simply Red 1997 栗毛         | Dashing Blade            | Sharp Castan      |                   |
| 母 *スクービドゥー Scoubidou 2004 鹿毛 ドイツ | 母の母Simply Red 1997 栗毛         | Schalmai                 | Nebos             | Nebos             |
| 母 *スクービドゥー Scoubidou 2004 鹿毛 ドイツ | 母の母Simply Red 1997 栗毛         | Schalmai                 | Shantou           |                   |
| 母系(F-No.)                                   | (FN:16-c)                          | (FN:16-c)                | (FN:16-c)         |                   |
| 5代内の近親交配                               | なし                               | なし                     | なし              |                   |
| 出典                                          | 1. 2.                              | 1. 2.                    | 1. 2.             | 1. 2.             |

- 母スクービドゥーは伊G3のドルメーロ賞勝ち馬。
- 牝系は所謂「ドイツのSライン」に属する。